# Actio institoria
Actio institoria – w prawie rzymskim powództwo służące przeciwko zwierzchnikowi familijnemu ze zobowiązań zaciągniętych przez podległego jego władzy (niewolnika lub innej osoby alieni iuris) w ramach prowadzonej zarobkowej działalności gospodarczej.
Skarga ta należała do tzw. powództw o charakterze dodatkowym (actiones adiecticiae qualitatis). Za zobowiązania zaciągnięte przez kierownika (institor) przedsiębiorstwa handlowego lub przemysłowego zwierzchnik (właściciel lub pater familias) odpowiadał w pełnej wysokości.